# Bernard-G. Landry
Pour les articles homonymes, voir Bernard Landry (homonymie).
Bernard G. Landry, né le 1er décembre 1926 à Paris et mort le 4 avril 2014 à Saint-Denis, est un écrivain et scénariste français.

## Biographie
Bernard-G. Landry est l'un des fondateurs de la maison d'édition Le Temps des cerises qui a publié plusieurs de ses ouvrages.

## Œuvres
- Marcel Carné, sa vie, ses films, Jacques Vautrain, 1952
- Aide-mémoire pour Cécile, Denoël, 1960
- Le Jardin d'Olivier, Denoël, 1961
- L'Attente de quoi, Denoël, 1963
- L, Denoël, 1967
- Comédie à Bologne, Éditeurs français réunis , 1979
- Le rêveur au pistolet, Messidor , 1986
- Le Dernier écrivain, Messidor, 1992
- L'Île Molle, Le Temps des cerises, 1996
- Que vive la Sécu !, avec Jean-Michel Leterrier et Rolande Trempé, Le Temps des cerises, 1996
- Judas et Marie-Madeleine : correspondance intime, Le Temps des cerises, 2001
- Le Sexe de l'ange, Le Temps des cerises, 2005

## Prix
- Prix des Deux Magots 1960 pour Aide-mémoire pour Cécile

## Filmographie
- 1971 : Chronique d'un couple de Roger Coggio, scénario et dialogues
- 1975 : Les Noces de porcelaine de Roger Coggio,
- 1978 : On peut le dire sans se fâcher de Roger Coggio
- 1980 : C'est encore loin l'Amérique ? de Roger Coggio
- 1981 : Les fourberies de Scapin de Roger Coggio, adaptation
- 1984 : Les fausses confidences de Roger Coggio, adaptation
- 1987 : Le journal d'un fou de Roger Coggio, adaptation
- 1989 : La folle journée ou le mariage de Figaro de Roger Coggio, co-adaptation